# 32735 Strekalov
32735 Strekalov este un asteroid din centura principală de asteroizi.

## Descriere
32735 Strekalov este un asteroid din centura principală de asteroizi. A fost descoperit pe 27 septembrie 1978 la Observatorul de Astrofizică din Crimeea de Liudmila Cernîh. Asteroidul prezintă o orbită caracterizată de o semiaxă mare de 2,41 ua, o excentricitate de 0,25 și o înclinație de 11,4° în raport cu ecliptica.